# Jampa Püntsog
Jampa Püntsog (Chamdo, 14 mei 1947) is een Chinees-Tibetaans politicus. Sinds mei 2003 is hij voorzitter van de regering van de Tibetaanse Autonome Regio in de Volksrepubliek China.

## Levensloop
Jampa Püntsog werkte als jongeling in een fabriek voor landbouwmachines in Chamdo en studeerde vervolgens werktuigbouwkunde de universiteit van Chongqing in Oost-Sichuan.
Mei 1974, tijdens de Culturele Revolutie trad hij toe tot de Communistische Partij van China. Na zijn studie keerde hij terug naar de fabriek waar hij voorheen ook werkte.
Vervolgens bekleedde Jampa verschillende posten in het lokale politiek van Tibet. Eerst in de regio Bomê in de prefectuur Nyingtri, daarna in de prefectuur Lhokha (Shannan) en uiteindelijk op het niveau van de Tibetaanse Autonome Regio en op nationaal niveau.
Sinds mei 2003 is hij voorzitter van de regering van de Tibetaanse Autonome Regio. Daarnaast is Phuntsok lid van het zeventiende Centraalcomité van de Communistische Partij.